# Ivo Lollini
Ivo Lollini (Castel d'Aiano, 25 maggio 1897 – Basso Montello, 18 giugno 1918) è stato un militare italiano, decorato con la medaglia d'oro al valor militare alla memoria nel corso della prima guerra mondiale.

## Biografia
Nacque a Castel d'Aiano il 25 maggio 1897, figlio di Luigi e Maria Lolli. Frequentò dapprima l'Istituto Manfredi e poi l'Istituto tecnico "Pier Crescenzi", entrambi di Bologna e mentre frequentava il terzo anno di fisico-matematica presso il "Pier Crescenzi" con l'entrata in guerra del Regno d'Italia, avvenuta il 24 maggio 1915, interruppe gli studi, e falsificando la firma del padre si arruolò volontario in servizio all'XI Battaglione volontari ciclisti che aveva il compito di difesa costiera lungo le rive del Mare Adriatico. Lasciò senza permesso il suo reparto raggiungendo la linea del fronte sul Podgora, dove rimase per circa 15 giorni tra i soldati. Scoperto fu riportato al suo reparto di stanza a Rimini, e ricevette 15 giorni di arresti di rigore. Nel mese di novembre 1915 il Corpo Volontari fu sciolto per decreto del generale Luigi Cadorna ed egli rientrò in famiglia.
Chiamato a prestare servizio nel Regio Esercito, nel giugno 1916 fu ammesso a frequentare il corso per allievi ufficiali di complemento presso la Regia Accademia Militare di Modena conseguendo la nomina ad aspirante nel mese di ottobre in forza al 6º Reggimento bersaglieri che raggiunse in zona di operazioni. Nel dicembre 1916 fu promosso sottotenente e nel giugno 1917 prese parte alla battaglia dell'Ortigara combattendo nel settore di Passo dell'Agnella. Successivamente, dietro sua domanda, fu assegnato al V Reparto d'assalto "Fiamme Cremisi" della 1ª Armata costituitosi a Valdagno, che l'8 agosto venne ridesignato XXVI. Alla sua prima azione nella compagnia ricevette un Encomio Solenne per aver recuperato il corpo di un bersagliere rimasto ucciso a Griso, riportandolo nelle linee italiane su una barella fatta con alcuni fucili, e poi per aver partecipato alla conquista di Monte Maio (1.500 m) al termine di un'ardita scalata di pareti rocciose ritenute inaccessibili. Tale impresa fu citata sul Bollettino ufficiale del Comando Supremo. Partecipò con la sua compagnia alla misteriosa azione di Carzano (Val Sugana) del 18-19 settembre 1917.
Prese poi parte alla battaglia di Caporetto e quindi alla successiva ritirata sulla linea del Piave dove, ferito gravemente alle gambe, venne catturato dal nemico riuscendo a fuggire e a rientrare al suo reparto. Si distinse in combattimento, il 5 e 6 dicembre 1917, sul Sisemol al comando di una sezione mitragliatrici della sua compagnia, la 1ª. Il 29 gennaio 1918 fu insignito della medaglia di bronzo al valor militare per la conquista di Monte Malbella, dove raggiunse per primo la trincea nemica. Promosso tenente all'inizio della battaglia del solstizio, fu inviato con suo reparto sul Montello dove più forte era l'attacco nemico. A partire dal 16 giugno, e per tre giorni, sostenne furiosi combattimenti contro il nemico che aveva oltrepassato il Piave e occupato la parte orientale del monte. Cadde in combattimento il 18 giugno. La salma venne dapprima tumulata a Ca' Soldena, in seguito trasferita nel cimitero di Arcade e poi nella Certosa di Bologna. Con Decreto Luogotenenziale del 13 luglio 1919 fu insignito della medaglia d'oro al valor militare alla memoria.
Una via di Nervesa della Battaglia, una di Montebelluna e una di Bologna portano il suo nome.

### Annotazioni
1. ↑  Il padre, maestro elementare, si era trasferito nella città felsinea per lavoro.
2. ↑  Qui praticò diverse discipline sportive come la ginnastica, il pugilato e la lotta che ne contribuirono a formare un fisico atletico.

### Fonti
1. 1 2 3 4 5 6 7 8 9  Combattenti Liberazione.
2. ↑  Carolei, Greganti, Modica 1968, p. 94.
3. 1 2 3 4 5 6 7  Storia e memoria di Bologna.
4. 1 2 3 4  Coltrinari, Ramaccia 2018, p. 90.
5. ↑  Coltrinari, Ramaccia 2018, p. 91.
6. ↑  Medaglie d'oro al valor militare sul sito della Presidenza della Repubblica